# QSO B1100+773
QSO B1100+773 是一個位在 天龍座的類星體。

## 外部連結
- www.jb.man.ac.uk/atlas/（页面存档备份，存于）
- Simbad（页面存档备份，存于）